# Dendropanax borneensis
Dendropanax borneensis là một loài thực vật có hoa trong Họ Cuồng cuồng. Loài này được (Philipson) Merr. mô tả khoa học đầu tiên năm 1941.